# Tierschutzverein Wuppertal
Der Tierschutzverein Wuppertal e.V. ist ein Verein auf dem Gebiet des Tierschutzes in Wuppertal, der seit 1862 besteht.

## Geschichte

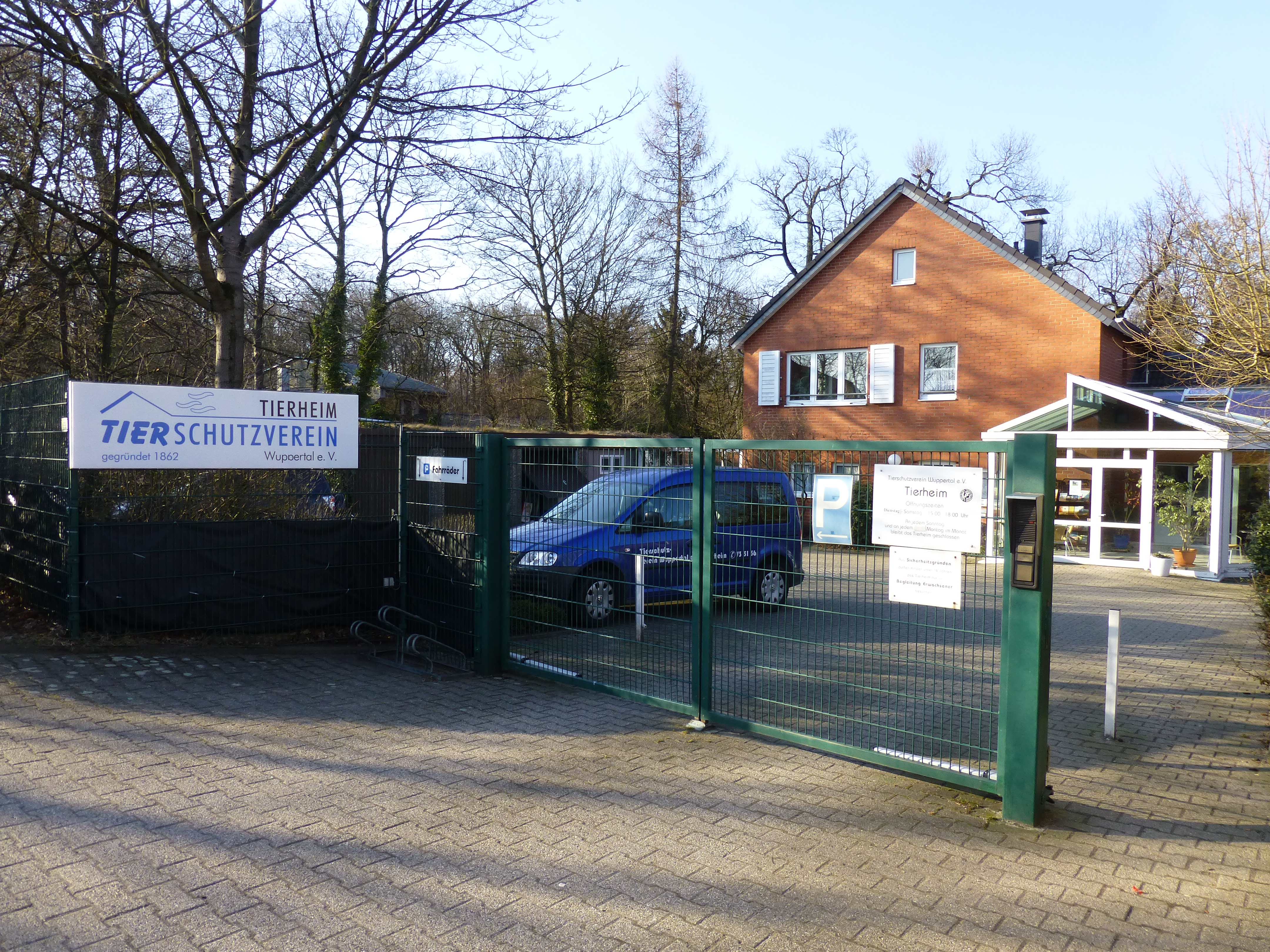
Das vereinseigene Tierheim an der Waldkampfbahn in Vohwinkel

### Die Anfänge
Bei einer Vorstandssitzung des Naturwissenschaftlichen Vereins von Elberfeld und Barmen entstand 1862 unter Federführung von Theodor von Lobeck und des Elberfelder Naturforschers Johann Carl Fuhlrott († 1877) die Idee in den beiden Städten einen Tierschutzverein ins Leben zu rufen. Der Verein wurde am 21. Juni 1862 in der 364. Sitzung des Naturwissenschaftlichen Vereins unter dem Namen Wupperthaler Verein zum Schutze der Thiere gegründet. Damit gehörte der Verein zum ersten Tierschutzverein in Westdeutschland.
Bereits am 4. Dezember 1862 waren 260 Mitglieder dem neuen Verein beigetreten. Die Mitgliederschaft setzte sich vor allem aus Mitgliedern lokal bekannter Kaufmannsfamilien, Lehrern oder Gewerbetreibenden zusammen, die die Zeit aufbringen konnten sich für die Belange des Tierschutzes in den beiden Industriestädten Elberfeld und Barmen einzusetzen. Neben Fuhlrott gehörten dem Verein der Dichter, Schriftsteller und Elberfelder Stadtverordnete Otto Hausmann und der Heimat- und Mundartdichter Friedrich Storck dem Verein an.
Der Verein widmete sich, berufen durch die ethische Auffassung, dass jedes Tier Teil der göttlichen Schöpfung ist, die zu respektieren sei, zunächst den Lebensbedingungen der Arbeitstiere, die mehrheitlich als auszubeutende Ressource angesehen wurden und zahlreich in den Fabriken eingesetzt wurden. Er versuchte, durch Öffentlichkeitsarbeit in Form von Schriften an das Volk und speziell an die Jugend ein Bewusstsein und Mitgefühl in der Bevölkerung zu wecken.
Johann Carl Fuhlrott selbst schrieb dazu im ersten Jahr der Vereinsgeschichte eine Schrift, in der er auf den Rückgang der Singvögelpopulation hinwies und als Grund die ungehemmte Rodung der umgebenden Wälder zur Brennstoffgewinnung und das massenweise Fangen zwecks Käfighaltung in Privathaushalten nannte. Er wies in seiner aufsehenerregenden Vereinsschrift auch auf den Zusammenhang zwischen den fehlenden Singvögeln und einer stärkeren Insektenpopulation hin und weckte so ein Interesse an ökologischen Zusammenhängen, die den meisten nicht bekannt waren.
Diese Öffentlichkeitsarbeit war sehr wirksam. Bereits im August 1862 wurde einem Fuhrmann, der seine Pferde vor aller Augen unbarmherzig mit der Peitsche schlug, von einer aufgebrachten Volksmenge mit dessen Peitsche selbst geschlagen. Neben der Öffentlichkeitsarbeit organisierte der Verein den Besuch des Tierschutzkongresses in Hamburg und vernetzte sich mit anderen Tierschutzvereinen. Von Anfang an stand der Verein Frauen und deren Mitarbeit offen, die in zunehmenden Maßen auch Mitglieder wurden.

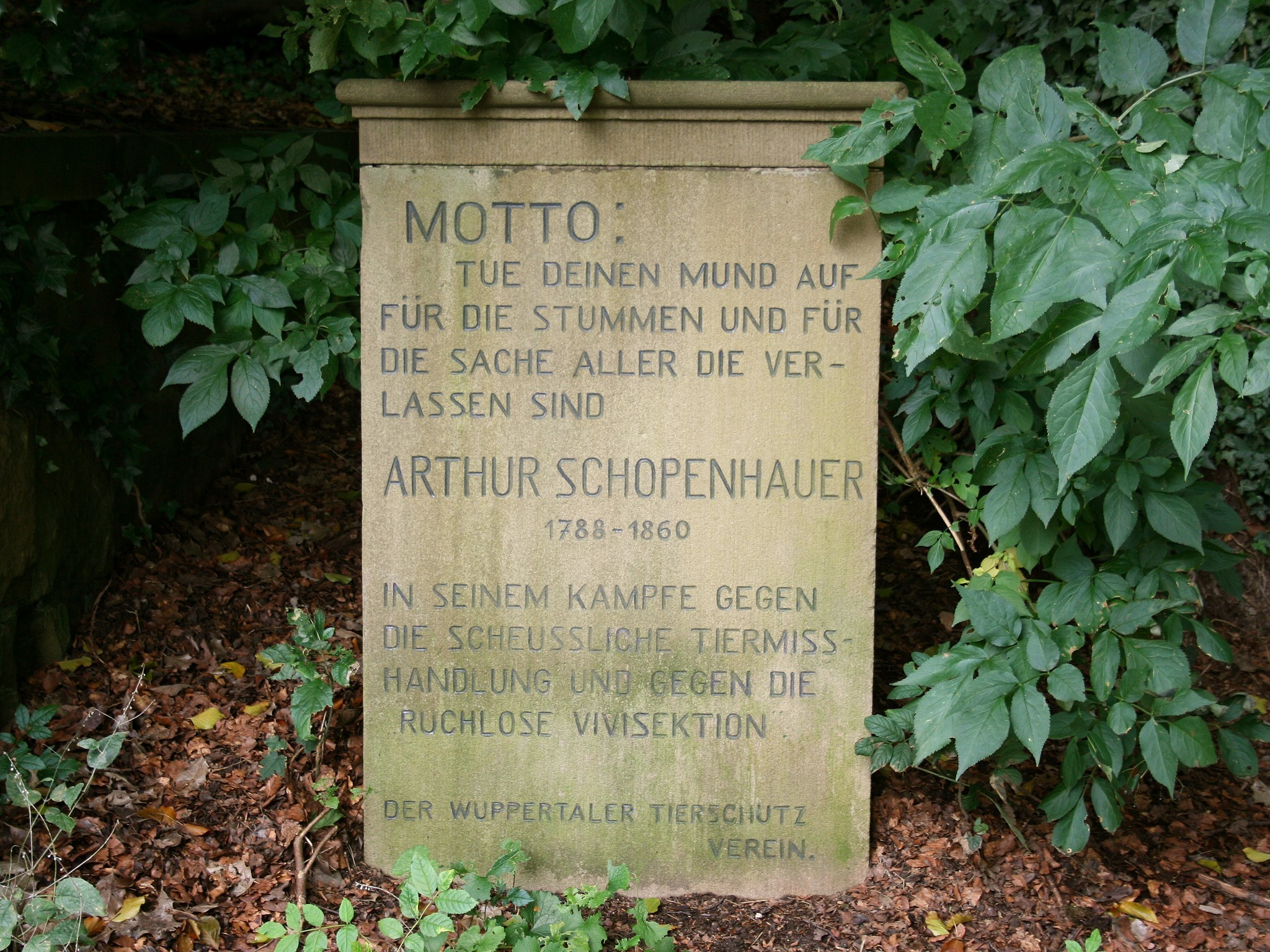
Mahnmal des Johann Casper Engels im Namen des Tierschutzvereins

Ausgestattet mit guten „Finanzen“ – alleine im ersten Jahr nahm man bereits 100 Taler, sechs Silbergroschen und sechs Pfennige ein – und unterstützt von lokalen Behörden und Amtsträgern prangerte der Verein die Bedingungen am städtischen Schlachthaus am Brausenwerth an. Dort war es üblich, Schlachttiere mit einem Griff in die Augenhöhle gefügig zu machen; der Verein arbeite auf ein Verbot dieser als „Augenstechen“ bezeichnete Methode hin. Er wandte sich in den Folgejahren gegen das Schächten und die Vivisektion, gegen die qualvollen Transportbedingungen des Schlachtviehs und für die gute Behandlung von Zugtieren von Pferdedroschken, Fuhrwerken und Pferdebahnen. In Anbetracht des Abschlachtens afrikanischer Elefanten in den deutschen Kolonien zwecks Elfenbeingewinnung und der Verwendung als Arbeitstiere schlug der Tierschutzverein vor, um den natürlichen Bestand zu schonen, diese zu züchten.

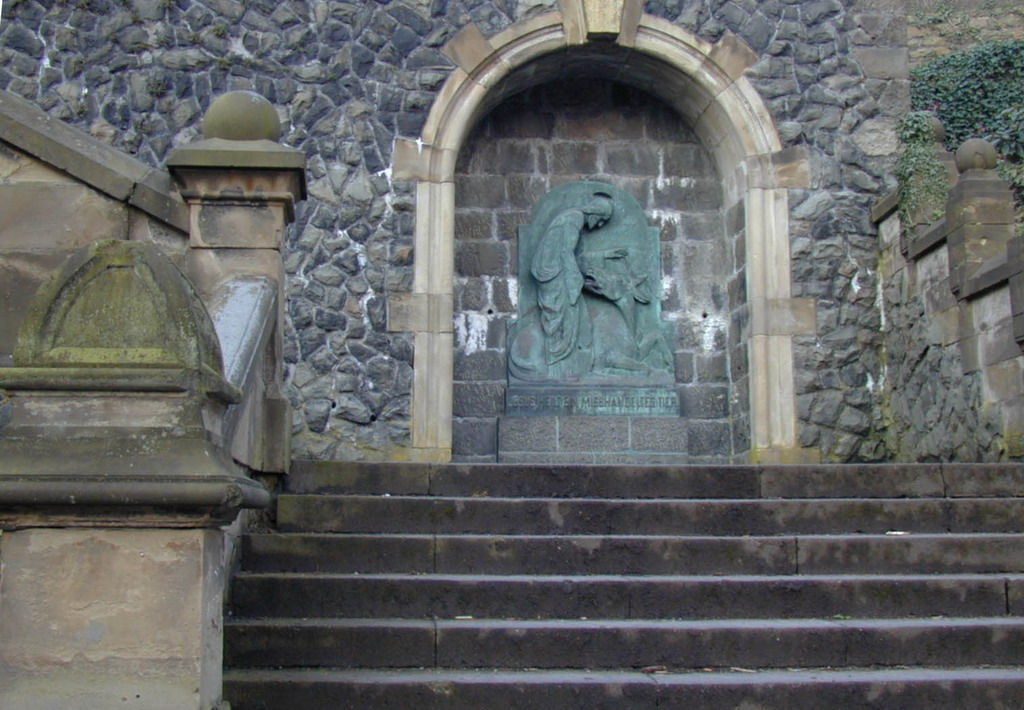
Bronzerelief „Jesus behandelt ein misshandeltes Tier“, ab 1933 im Eigentum des Tierschutzvereins

Der Barmer Tierfreund Johann Casper Engels, ein Mitglied der Barmer Fabrikantenfamilie Engels, aus der auch Friedrich Engels hervorging, ließ in den Barmer Anlagen nahe dem Kohlenweg von Heckinghausen nach Lichtscheid den Tränkbrunnen zur Tränke von Zugpferden und Hunden und einen Sandstein errichten, auf dem er im Namen des Tierschutzvereins mit einem Schopenhauer-Zitat dem Kampf gegen Tiermisshandlungen und die Vivisektion anmahnte. Er ließ auch 1930 von dem Berliner Bildhauer Reinhold Kübert für seinen Garten das Bronzerelief „Jesus behandelt ein misshandeltes Tier“ anfertigen, das nach seinem Tode von seiner Witwe dem Tierschutzverein geschenkt wurde. Dieser übergab es dem Barmer Verschönerungsverein, der es in einer Nische der Dicke-Ibach-Treppe anbrachte. Dort wurde es 2006 vermutlich von Metalldieben gestohlen.

### Während der Weltkriege
Der Tierschutzgedanke war in der Zeit während und nach dem Ersten Weltkrieg für die meisten zweitrangig. Nager und andere Kleintiere dienten im sogenannten Steckrübenwinter hauptsächlich als Nahrungsmittel. Besonders die Problematik von ausgesetzten und getöteten Haustieren, die von ihren Besitzern nicht mehr ernährt werden konnten, nahm dramatische Ausmaße an. Ein Tierheim gab es zu dieser Zeit nicht, dafür eine von dem Verein getragene Tiertötungsstelle am Barmer Hohenzollernplatz und eine am Barmer Rauenwerth, an der jeden Montag von 14:00 bis 16:00 Uhr und jeden Mittwoch Fundtiere mit Kohlensäuregas schmerzfrei getötet wurden, bevor sie in der städtischen Müllverbrennungsanlage am Klingelholl verbrannt wurden. Auf diese Art wurden um 1925 jährlich ca. 1000 Fundtiere von den Mitarbeitern des Vereins getötet.
In der Zeit des Nationalsozialismus trat am 1. Februar 1934 das verschärfte Tierschutzgesetz in Kraft. Der nationalsozialistischen Bewegung nicht ablehnend gegenüberstehend begrüßte der Wuppertaler Tierschutzverein die neue Gesetzeslage, deren wesentlicher Gedanke vordergründig darin bestand, dass ein Tier nicht mehr als eine Sache, sondern ein Mitgeschöpf zu betrachten ist, dessen Misshandlung bestraft werden soll. In dieser Zeit wurde der Name in Tierschutzverein für Wuppertal und Umgebung e.V. geändert, bis er 1956 mit Tierschutzverein Wuppertal e. V. die noch heute gültige Bezeichnung erhielt.

### Der Wiederaufbau
Mit dem Ende des Zweiten Weltkriegs wird der Tierschutz wieder zum Randgedanken. Der Wiederaufbau des Vereinslebens gelang bis 1949. Der Verein musste sich in der Nachkriegszeit den gleichen Problemen wie in den Jahrzehnten davor stellen, wobei wenigstens die Misshandlung von Zugtieren aufgrund der wachsenden Motorisierung rasch abnahm.
Das erste vereinseigene Tierheim wurde am 6. März 1955 an der Tiergartenstraße 198 eröffnet, als dort ein privates Hundeheim übernommen wurde. Der Verein richtete für 61.000 DM (davon DM 15.000 Zuschuss durch die Stadt Wuppertal) 13 Einzelboxen für Hunde mit Innenstall und Innenkäfig, sowie Außenauslauf auf dem abschüssigen Grundstück ein. Eine Futterküche, beheizte Innenanlagen für Kleintiere und Vögel und ein Tierarztraum wurden eingerichtet, aber auch ein Tötungsraum, der 1957 zusammen mit einem Vorraum und einer Garage an das Haus angebaut wurde.
Mit Hilfe eines eigenen VW-Transporters brachte man ab 1958 verletzte und gefundene Tiere ins Tierheim, eine bis heute zentrale Aufgabe. Bald reichte die Kapazität des Tierheims nicht mehr aus und die langwierige Suche nach einem nachbarschaftskonfliktfreien Ersatzdomizil begann. Der Landwirt Willi Henning stellte schließlich 1976 am Vohwinkeler Feld bei der Friedrichshöhe im Wuppertaler Wohnquartier Osterholz (Stadtteil Vohwinkel), zu der Zeit fern von Wohnbebauung, ein Areal und Stallungen zur Verfügung und übernahm mit seiner Frau die Tierpflege. 1988 wurde das Anwesen vom Wuppertaler Tierschutzverein gekauft, restauriert und ausgebaut. Hier hatten 20 bis 25 Hunde und 40 bis 50 Katzen ihren Lebensraum. Die moderne Einrichtung beherbergte auch diverse Kleintiere, Vögel, Greifvögel, Echsen sowie Schildkröten.
Zum Januar 2013 wurde der Vertrag mit der Stadt von Seiten des Vereins aus finanziellen Gründen beendet, der die Aufnahme von Fundtieren – eine kommunale Pflichtaufgabe, die von der Stadt finanziert wird – regelte. Fundtiere werden seitdem nach Remscheid verbracht. Die Stadt Wuppertal zeigte sich nach Angaben der WZ-online nicht bereit, die seit 1991 unverändert hohe Pacht den heutigen Erfordernissen anzupassen.
Anfang März 2016 wurde bekannt, dass der Tierschutzverein sein Tierheim aufgibt. Die Mitarbeiter wurden Ende September 2016 entlassen. Die Tiere versuchte man an private Besitzer und an die umliegenden Tierheime zu vermitteln.

## Ziele des Vereins
Der 800 Mitglieder starke Verein (2016) bemüht sich um das Verhindern und Aufspüren von Tierquälerei und Tiermissbrauch jeglicher Art, um die Aufklärung der Bevölkerung rund um Wild- und Haustiere, die Beherbergung von ausgesetzten und abgegebenen Tieren, um Tierrechte und um die Aufnahme des Tierschutzes in das Grundgesetz für die Bundesrepublik Deutschland.

## Vorsitz
Die Vorsitzende des geschäftsführenden Vorstands war von 1969 bis 2012 Marlis Tempel (1929–2015), eine ehemalige Stadtverordnete der Stadt Wuppertal. 2005 rief Marlis Tempel die AG Tauben ins Leben, um mit Taubenhäusern das Taubenproblem um das Barmer Rathaus auf humane Weise in den Griff zu bekommen. Die Tauben legen im Haus ihre Eier, die dann von Tierfreunden gegen Gips-Attrappen getauscht werden. Tempel erhielt für mehr als 42 Jahre Einsatz im Wuppertaler Tierschutzverein und 20 Jahre Engagement als Vorsitzende 2012 eine Auszeichnung des Landestierschutzverbandes und die Goldene Ehrennadel des Deutschen Tierschutzbundes. Marlis Tempel wurde im November 2012 von Deana Ausländer in der Funktion der Vorsitzenden abgelöst. Aktuell (2021) ist Eva-Maria Scheugenpflug erste Vorsitzende des Tierschutzvereins.

## Festschriften
- 150 Jahre Tierschutzverein Wuppertal
- 140 Jahre Tierschutzverein Wuppertal
- 125 Jahre Tierschutzverein Wuppertal